# 狼皮子梁管委会
狼皮子梁管委会，是中华人民共和国宁夏回族自治区銀川市灵武市下辖的一个类似乡级单位，辖区原属于郝家桥镇。

## 行政区划
狼皮子梁管委会下辖以下地区：
永清村、狼皮子梁村、兴旺村、团结村、新民村和漫水塘村。